# Ulica Wołodymyra Antonowycza we Lwowie
Ulica Wołodymyra Antonowycza – ulica we Lwowie, w rejonie frankiwskim, między ulicą Stepana Bandery a ulicą Kulparkowską.
W swojej historii nosiła także nazwy Ogrodniczej oraz Sadownickiej. W 1927 roku przemianowana została na Zadwórzańską, na pamiątkę Bitwy pod Zadwórzem. W latach 1946–1961 – Stalingradzka, 1961-1983 – Wołgogradzka, 1983-1992 – Bitwy Stalingradzkiej. Nazwa obecna nadana została w 1992 roku i upamiętnia ona Wołodymyra Antonowycza, kijowskiego historyka.